# Muiris MacMurrough-Kavanagh
Muiris Mac-Murrough-Kavanagh (mort en 1531) (en irlandais Muiris mac Domhnaill Riabbaigh Mac Murchada Caomhánach ) est le 14e roi de Leinster de 1523 à 1531.

## Origine
Muiris mac Domhnaill Riabhaigh est le troisième des fils de Domhnall Riabhach MacMurrough-Kavanagh à occuper successivement le trône. Sa mère est une fille anonyme de Sir Richard Butler of Polestown (en) (mort en 1443) et de Catherine O' Reilly.

## Règne
Muiris remplace son frère Gearalt MacMurrough-Kavanagh sans opposition il maintient la politique d'étroites relations et même de soumission envers la famille Butler et il accepte en août 1525 de céder Arklow à son neveu Piers Butler 8e comte d'Ormonde tout en en conservant la jouissance sa vie durant. À sa mort en 1531, Gerald FitzGerald 9e comte de Kildare intervient dans l’élection de son successeur en imposant son candidat Cathaoir MacMurrough-Kavanagh le fils (ou le neveu) de Murchadh Ballach contre le prétendant de la lignée rival Dúnlang le fils cadet de Diarmaid Láimhdhearg (mort 1511) et cousin germain de Muiris.

## Postérité
Muiris laisse deux ou trois fils dont :
- Diarmaid (mort en 1531)
- Murchadh mac Muiris MacMurrough-Kavanagh 18e roi de Leinster de 1554 à 1557 nommé Baron de Coolnaleen en 1554 père du prétendant Criomthann MacMurrough-Kavanagh (1557-1582).

## Sources
- (en) Dictionary of Irish Biography : Emmett O'Byrne MacMurrough (Mac Murchadha), Domhnall Riabhach
- (en) T.W Moody, F.X. Martin et F.J. Byrne, A New History of Ireland IX Maps, Genealogies, Lists. A companion to Irish History part II, Oxford, Oxford University Press, 2011, 690 p. (ISBN 978-0-19-959306-4).
- (en) Art Cosgrove (sous la direction de), New History of Irland,Volume II ‘’Medieval Ireland 1169-1534’’, Oxford, Oxford University Press, 2008 (ISBN 978019 9539703), p. 1004.